# Расчётная карта
Расчётная карта (англ. charge card) — платёжная карта, дающая своему владельцу право на приобретение товаров в кредит в пределах оговорённой суммы. От схожего термина «кредитная карта» (англ. credit card) отличается высоким кредитом и полным погашением баланса за короткий (как правило, месяц) срок относительно овердрафта по кредитной карте, предоставляющего более длительный срок погашения.
Как правило, основной доход эмитент расчётной карты получает за счёт комиссии с продавца. С пользователя расчётной карты комиссия взимается при непополнении баланса в установленный срок.
Некоторые бренды расчётных карт: Diners Club, American Express, Eurocheque, Maestro.